# Brückweiher
Der Brückweiher ist ein künstlich angelegter Weiher (eigentlich ein Stausee) bei Jägersburg, Stadt Homburg im Saarland.

## Lage
Der Brückweiher hat eine Größe von etwa 7,1 Hektar und befindet sich im Naherholungsgebiet Jägersburg. Hier durchfließt der Erbach zunächst den Schloßweiher und zwei kleinere Teiche, dann den Brückweiher und schließlich auf der anderen Seite der Kleinottweilerstraße (B 423) den Möhlwoog. Der Weiher wurde ca. 1959 von amerikanischen Soldaten erbaut, die in Zweibrücken stationiert waren und ein Gewässer zum Forellenangeln haben wollten.

## Touristische Erschließung
Rund um den Brückweiher befinden sich mehrere Freizeiteinrichtungen, unter anderem Grillplätze, Liegewiesen, der Kletterpark Abenteuerpark Homburg, das Arboretum, in dem seltene Hölzer wachsen, sowie ein Bootsverleih. Der See kann mit Ruder- und Tretbooten befahren werden. Um den See führt der Walter-Boßlet-Wanderweg.
Der Weiher wird als Angelweiher genutzt. Folgende Fischarten leben in dem Gewässer: Aal, Barsch, Brachsen, Hecht, Karpfen, Graskarpfen, Silberkarpfen, Rotaugen, Rotfedern, Karauschen, Schleie, Wels und Zander. Der Brückweiher darf nur von Mitgliedern des Angelsportvereins Jägersburg befischt werden.